# Réseau de bus du Pays de Montereau
Le réseau de bus Pays de Montereau est un réseau de transports en commun par autobus et autocars circulant en Île-de-France, organisé par l'autorité organisatrice Île-de-France Mobilités. Il est exploité par la Compagnie française des transports régionaux (CFTR) à travers la société Francilité Pays de Montereau, naissant d'un groupement de la SAVAC et des Cars Lacroix, à partir du 1er août 2023.
Il se compose de 15 lignes qui desservent la communauté de communes du Pays de Montereau, ainsi qu'un service de transport à la demande.

## Développement du réseau

### Ouverture à la concurrence
En raison de l'ouverture à la concurrence des transports en commun en Île-de-France, le réseau de bus Pays de Montereau est créé le 1er août 2023, correspondant à la délégation de service public numéro 17 établie par Île-de-France Mobilités. Un appel d'offres a donc été lancé par l'autorité organisatrice afin de désigner une entreprise qui exploitera le réseau pour une durée de cinq ans.  C'est finalement le groupe Compagnie française des transports régionaux (CFTR) à travers la société Francilité Pays de Monterau, qui a été désigné lors du conseil d'administration du 7 décembre 2022.
À la date de son ouverture à la concurrence, le réseau se composait de la ligne 15 de ProCars, de la ligne 46 du réseau de bus Seine-et-Marne Express exploitée par Transdev Vulaines, des lignes A, B, C, Ea, Eb, Emplet, F, G, I et L du réseau de bus Siyonne et de la ligne 19 du réseau de bus STILL exploités par Transdev Interval.
Le 4 septembre 2023, deux lignes de soirée sont créées au départ de la gare de Montereau.

### Renumérotation des lignes
À compter du 29 avril 2024, le réseau du Pays de Montereau applique le nouveau principe de numérotation régionale unique planifié par Île-de-France Mobilités, supprimant les doublons. La correspondance entre anciens et nouveaux numéros est la suivante :
| Ancien numéro            | Nouveau numéro |
| ------------------------ | -------------- |
| A                        | 3301           |
| Emplet                   | 3302           |
| B                        | 3303           |
| C                        | 3304           |
| G                        | 3305           |
| I                        | 3306           |
| F                        | 3307           |
| L                        | 3308           |
| Ea                       | 3310           |
| Eb                       | 3311           |
| 15                       | 3315           |
| 19                       | 3319           |
| Express 46 et Bus soirée | Inchangés      |

## Lignes du réseau

### Lignes 3301 à 3309
| Ligne | Caractéristiques | Caractéristiques                                                                                            | Caractéristiques                                                                                            | Caractéristiques                                                                                            | Caractéristiques                                                                                            | Caractéristiques                                                                                            | Caractéristiques                                                                                            | Caractéristiques                                                                                            | Caractéristiques                                                                                            |
| 3301  | Montereau — Gare SNCF ⥋ Montereau — Pajol / Montereau — Cimetière (à certaines heures) | Montereau — Gare SNCF ⥋ Montereau — Pajol / Montereau — Cimetière (à certaines heures)                      | Montereau — Gare SNCF ⥋ Montereau — Pajol / Montereau — Cimetière (à certaines heures)                      | Montereau — Gare SNCF ⥋ Montereau — Pajol / Montereau — Cimetière (à certaines heures)                      | Montereau — Gare SNCF ⥋ Montereau — Pajol / Montereau — Cimetière (à certaines heures)                      | Montereau — Gare SNCF ⥋ Montereau — Pajol / Montereau — Cimetière (à certaines heures)                      | Montereau — Gare SNCF ⥋ Montereau — Pajol / Montereau — Cimetière (à certaines heures)                      | Montereau — Gare SNCF ⥋ Montereau — Pajol / Montereau — Cimetière (à certaines heures)                      | Montereau — Gare SNCF ⥋ Montereau — Pajol / Montereau — Cimetière (à certaines heures)                      |
| ----- | --- | --- | --- | --- | --- | --- | --- | --- | --- |
| 3301  | Ouverture / Fermeture — / — | Longueur 14,50 km                                                                                           | Durée 10-30 min                                                                                             | Nb. d’arrêts 26                                                                                             | Matériel Citaro Facelift Citaro C2 Citaro G C2 GX 327                                                       | Jours de fonctionnement L, Ma, Me, J, V, S, D                                                               | Jour / Soir / Nuit / Fêtes O / O / N / O                                                                    | Voy. / an —                                                                                                 | Dépôt — |
| 3301  | Desserte : - Ville et lieux desservis : Montereau-Fault-Yonne - Gare desservie : Montereau | | | | | | | | |
| 3301  | Autre : - Zone traversée : 5 - Arrêts non accessibles aux UFR : — - Amplitudes horaires : La ligne fonctionne du lundi au vendredi de 4 h 40 à 23 h 15, le samedi à partir de 6 h 5 et les dimanche et jours fériés de 7 h 40 à 22 h 15. - Particularités : - Les arrêts entre Léo Lagrange et ZA des Confluents sont desservis du lundi au vendredi le matin vers Pajol et le soir dans le sens inverse ; - Les arrêts Lycée A. Malraux et Collège Paul-Éluard sont desservis uniquement du lundi au vendredi aux heures d'entrée et de sortie des établissements ; - L'arrêt Piscine est desservi uniquement le matin du lundi au vendredi à raison d'un départ vers Montereau — Gare SNCF. - Date de dernière mise à jour : 2 janvier 2019. | | | | | | | | |
| 3301  | Dernière actualisation : — | | | | | | | | |
| 3302  | Montereau — Gare SNCF ⥋ Varennes-sur-Seine — Bréau - Centre Commercial | Montereau — Gare SNCF ⥋ Varennes-sur-Seine — Bréau - Centre Commercial                                      | Montereau — Gare SNCF ⥋ Varennes-sur-Seine — Bréau - Centre Commercial                                      | Montereau — Gare SNCF ⥋ Varennes-sur-Seine — Bréau - Centre Commercial                                      | Montereau — Gare SNCF ⥋ Varennes-sur-Seine — Bréau - Centre Commercial                                      | Montereau — Gare SNCF ⥋ Varennes-sur-Seine — Bréau - Centre Commercial                                      | Montereau — Gare SNCF ⥋ Varennes-sur-Seine — Bréau - Centre Commercial                                      | Montereau — Gare SNCF ⥋ Varennes-sur-Seine — Bréau - Centre Commercial                                      | Montereau — Gare SNCF ⥋ Varennes-sur-Seine — Bréau - Centre Commercial                                      |
| 3302  | Ouverture / Fermeture 7 décembre 2002 / — | Longueur 8,05 km                                                                                            | Durée 10-30 min                                                                                             | Nb. d’arrêts 18                                                                                             | Matériel GX 327 Citaro Facelift Citaro Citaro C2 GX 127                                                     | Jours de fonctionnement L, Ma, Me, J, V, S, D                                                               | Jour / Soir / Nuit / Fêtes O / N / N / O                                                                    | Voy. / an —                                                                                                 | Dépôt — |
| 3302  | Desserte : - Villes et lieux desservis : Montereau-Fault-Yonne et Varennes-sur-Seine - Gare desservie : Montereau | | | | | | | | |
| 3302  | Autre : - Zone traversée : 5 - Arrêts non accessibles aux UFR : — - Amplitudes horaires : La ligne fonctionne du lundi au vendredi de 7 h 15 à 21 h 50, le samedi de 7 h 20 à 21 h 35 et le dimanche et jours fériés de 13 h 30 à 20 h 10. - Date de dernière mise à jour : 2 janvier 2019. | | | | | | | | |
| 3302  | Dernière actualisation : — | | | | | | | | |
| 3303  | Varennes-sur-Seine — Maison Rouge ⥋ Cannes-Écluse — Saint-Georges | Varennes-sur-Seine — Maison Rouge ⥋ Cannes-Écluse — Saint-Georges                                           | Varennes-sur-Seine — Maison Rouge ⥋ Cannes-Écluse — Saint-Georges                                           | Varennes-sur-Seine — Maison Rouge ⥋ Cannes-Écluse — Saint-Georges                                           | Varennes-sur-Seine — Maison Rouge ⥋ Cannes-Écluse — Saint-Georges                                           | Varennes-sur-Seine — Maison Rouge ⥋ Cannes-Écluse — Saint-Georges                                           | Varennes-sur-Seine — Maison Rouge ⥋ Cannes-Écluse — Saint-Georges                                           | Varennes-sur-Seine — Maison Rouge ⥋ Cannes-Écluse — Saint-Georges                                           | Varennes-sur-Seine — Maison Rouge ⥋ Cannes-Écluse — Saint-Georges                                           |
| 3303  | Ouverture / Fermeture — / — | Longueur 29,70 km                                                                                           | Durée 5-45 min                                                                                              | Nb. d’arrêts 40                                                                                             | Matériel Intouro GX 327 Citaro Citaro Facelift Citaro C2 GX 127                                             | Jours de fonctionnement L, Ma, Me, J, V, S                                                                  | Jour / Soir / Nuit / Fêtes O / N / N / N                                                                    | Voy. / an —                                                                                                 | Dépôt — |
| 3303  | Desserte : - Villes et lieux desservis : Varennes-sur-Seine, Montereau-Fault-Yonne, Cannes-Écluse, La Brosse-Montceaux, Esmans et Montmachoux - Gare desservie : Montereau | | | | | | | | |
| 3303  | Autre : - Zone traversée : 5 - Arrêts non accessibles aux UFR : — - Amplitudes horaires : La ligne fonctionne du lundi au vendredi de 5 h 50 à 20 h 15 et le samedi de 7 h 5 à 19 h 20. - Particularités : - L'arrêt Les Bordes est desservi à raison d'un à deux passages par jour ; - L'arrêt Collège Elsa-Triolet est desservi du lundi au vendredi en période scolaire aux heures d'entrée et de sortie de l'établissement ; - Les arrêts École de Police et ZAC Tournesols sont desservis à certaines heures en direction de Maison Rouge ; - Les arrêts Léo Lagrange et entre La Brosse-Montceaux — École et Grand Fossard sont desservis à raison d'un passage par jour du lundi au vendredi en période scolaire ; - Les arrêts entre Croix de Six et Bréau Cinéma sont desservis du lundi au vendredi à certaines heures et le samedi à partir de 14 h ; - Il existe des services du lundi au vendredi en période scolaire entre Montereau — Gare SNCF et Lycée Gustave-Eiffel aux heures d'entrée et de sortie des établissements ; - Date de dernière mise à jour : 12 août 2015. | | | | | | | | |
| 3303  | Dernière actualisation : — | | | | | | | | |
| 3304  | Montereau — Gare SNCF ⥋ Saint-Germain-Laval — Nanon | Montereau — Gare SNCF ⥋ Saint-Germain-Laval — Nanon                                                         | Montereau — Gare SNCF ⥋ Saint-Germain-Laval — Nanon                                                         | Montereau — Gare SNCF ⥋ Saint-Germain-Laval — Nanon                                                         | Montereau — Gare SNCF ⥋ Saint-Germain-Laval — Nanon                                                         | Montereau — Gare SNCF ⥋ Saint-Germain-Laval — Nanon                                                         | Montereau — Gare SNCF ⥋ Saint-Germain-Laval — Nanon                                                         | Montereau — Gare SNCF ⥋ Saint-Germain-Laval — Nanon                                                         | Montereau — Gare SNCF ⥋ Saint-Germain-Laval — Nanon                                                         |
| 3304  | Ouverture / Fermeture — / — | Longueur 22,75 km                                                                                           | Durée 10-35 min                                                                                             | Nb. d’arrêts 30                                                                                             | Matériel Intouro GX 327 Citaro Citaro Facelift Citaro C2 GX 127                                             | Jours de fonctionnement L, Ma, Me, J, V, S                                                                  | Jour / Soir / Nuit / Fêtes O / N / N / N                                                                    | Voy. / an —                                                                                                 | Dépôt — |
| 3304  | Desserte : - Villes et lieux desservis : Montereau-Fault-Yonne et Saint-Germain-Laval - Gare desservie : Montereau | | | | | | | | |
| 3304  | Autre : - Zone traversée : 5 - Arrêts non accessibles aux UFR : — - Amplitudes horaires : La ligne fonctionne du lundi au vendredi de 5 h 10 à 19 h 55 et le samedi de 7 h 40 à 20 h 20. - Particularités : - Les arrêts entre Village et Croix Chute sont desservis à certaines heures ; - Les arrêts entre Molière et Saint-Nicolas sont desservis du lundi au vendredi à raison d'un passage par jour vers Montereau — Gare SNCF ; - Les arrêts Collège P. Éluard et Lycée A. Malraux sont desservis du lundi au vendredi en période scolaire aux heures d'entrée et de sortie des établissements ; - Date de dernière mise à jour : 12 août 2015. | | | | | | | | |
| 3304  | Dernière actualisation : — | | | | | | | | |
| 3305  | Montereau — Gare SNCF ⥋ La Grande-Paroisse — Gare SNCF / La Grande-Paroisse — Église (le samedi uniquement) | Montereau — Gare SNCF ⥋ La Grande-Paroisse — Gare SNCF / La Grande-Paroisse — Église (le samedi uniquement) | Montereau — Gare SNCF ⥋ La Grande-Paroisse — Gare SNCF / La Grande-Paroisse — Église (le samedi uniquement) | Montereau — Gare SNCF ⥋ La Grande-Paroisse — Gare SNCF / La Grande-Paroisse — Église (le samedi uniquement) | Montereau — Gare SNCF ⥋ La Grande-Paroisse — Gare SNCF / La Grande-Paroisse — Église (le samedi uniquement) | Montereau — Gare SNCF ⥋ La Grande-Paroisse — Gare SNCF / La Grande-Paroisse — Église (le samedi uniquement) | Montereau — Gare SNCF ⥋ La Grande-Paroisse — Gare SNCF / La Grande-Paroisse — Église (le samedi uniquement) | Montereau — Gare SNCF ⥋ La Grande-Paroisse — Gare SNCF / La Grande-Paroisse — Église (le samedi uniquement) | Montereau — Gare SNCF ⥋ La Grande-Paroisse — Gare SNCF / La Grande-Paroisse — Église (le samedi uniquement) |
| 3305  | Ouverture / Fermeture 3 septembre 2001 / — | Longueur 23,80 km                                                                                           | Durée 15-55 min                                                                                             | Nb. d’arrêts 24                                                                                             | Matériel Intouro GX 327 Citaro Citaro Facelift                                                              | Jours de fonctionnement L, Ma, Me, J, V                                                                     | Jour / Soir / Nuit / Fêtes O / N / N / N                                                                    | Voy. / an —                                                                                                 | Dépôt — |
| 3305  | Desserte : - Villes et lieux desservis : Montereau-Fault-Yonne et La Grande-Paroisse - Gares desservies : Montereau et La Grande-Paroisse | | | | | | | | |
| 3305  | Autre : - Zone traversée : 5 - Arrêts non accessibles aux UFR : — - Amplitudes horaires : La ligne fonctionne : - le lundi, mardi, jeudi et vendredi en période scolaire de 6 h 30 à 9 h 25 puis de 15 h 55 à 19 h 55 ; - le mercredi en période scolaire de 6 h 30 à 19 h 55 ; - du lundi au vendredi en période de vacances scolaire de 6 h 30 à 9 h 25 puis de 17 h 55 à 19 h 55. - Particularités : Les arrêts Le Petit Pasteur et Travers, et entre Rue de la Garenne et Collège P. Éluard sont desservis du lundi au vendredi en période scolaire aux heures d'entrée et de sortie des établissements. - Date de dernière mise à jour : 2 janvier 2019. | | | | | | | | |
| 3305  | Dernière actualisation : — | | | | | | | | |
| 3306  | Montereau — Gare SNCF ⥋ Misy — Place des Érables / Vinneuf — Église (le samedi uniquement) | Montereau — Gare SNCF ⥋ Misy — Place des Érables / Vinneuf — Église (le samedi uniquement)                  | Montereau — Gare SNCF ⥋ Misy — Place des Érables / Vinneuf — Église (le samedi uniquement)                  | Montereau — Gare SNCF ⥋ Misy — Place des Érables / Vinneuf — Église (le samedi uniquement)                  | Montereau — Gare SNCF ⥋ Misy — Place des Érables / Vinneuf — Église (le samedi uniquement)                  | Montereau — Gare SNCF ⥋ Misy — Place des Érables / Vinneuf — Église (le samedi uniquement)                  | Montereau — Gare SNCF ⥋ Misy — Place des Érables / Vinneuf — Église (le samedi uniquement)                  | Montereau — Gare SNCF ⥋ Misy — Place des Érables / Vinneuf — Église (le samedi uniquement)                  | Montereau — Gare SNCF ⥋ Misy — Place des Érables / Vinneuf — Église (le samedi uniquement)                  |
| 3306  | Ouverture / Fermeture 3 janvier 2000 / — | Longueur 25,70 km                                                                                           | Durée 15-40 min                                                                                             | Nb. d’arrêts 26                                                                                             | Matériel Intouro Citaro Citaro Facelift Crossway Récréo                                                     | Jours de fonctionnement L, Ma, Me, J, V, S                                                                  | Jour / Soir / Nuit / Fêtes O / N / N / N                                                                    | Voy. / an —                                                                                                 | Dépôt — |
| 3306  | Desserte : - Villes et lieux desservis : Montereau-Fault-Yonne, Marolles-sur-Seine, Barbey, Misy-sur-Yonne et Vinneuf - Gare desservie : Montereau | | | | | | | | |
| 3306  | Autre : - Zones traversées : 5 et Hors zone tarifaire - Arrêts non accessibles aux UFR : — - Amplitudes horaires : La ligne fonctionne : - du lundi au vendredi en période scolaire de 7 h 30 à 19 h 55 ; - du lundi au vendredi en période de vacances scolaire de 7 h 50 à 19 h 55. - le samedi de 8 h 35 à 9 h 5 puis de 11 h 15 à 11 h 45. - Particularités : - L'arrêt Montereau — Mairie est desservi uniquement le samedi ; - Les arrêts 'Collège Pierre, Lycée A. Malraux et Collège P. Éluard sont desservis du lundi au vendredi en période scolaire aux heures d'entrée et de sortie des établissements. - Date de dernière mise à jour : 14 mai 2018. | | | | | | | | |
| 3306  | Dernière actualisation : — | | | | | | | | |
| 3307  | Forges — Les Courreaux ⥋ Montereau — Gare SNCF | Forges — Les Courreaux ⥋ Montereau — Gare SNCF                                                              | Forges — Les Courreaux ⥋ Montereau — Gare SNCF                                                              | Forges — Les Courreaux ⥋ Montereau — Gare SNCF                                                              | Forges — Les Courreaux ⥋ Montereau — Gare SNCF                                                              | Forges — Les Courreaux ⥋ Montereau — Gare SNCF                                                              | Forges — Les Courreaux ⥋ Montereau — Gare SNCF                                                              | Forges — Les Courreaux ⥋ Montereau — Gare SNCF                                                              | Forges — Les Courreaux ⥋ Montereau — Gare SNCF                                                              |
| 3307  | Ouverture / Fermeture 3 septembre 2001 / — | Longueur 30,60 km                                                                                           | Durée 15-55 min                                                                                             | Nb. d’arrêts 31                                                                                             | Matériel Intouro GX 327 Citaro Citaro Facelift Citaro C2 GX 127                                             | Jours de fonctionnement L, Ma, Me, J, V                                                                     | Jour / Soir / Nuit / Fêtes O / N / N / N                                                                    | Voy. / an —                                                                                                 | Dépôt — |
| 3307  | Desserte : - Villes et lieux desservis : Forges, Laval-en-Brie, Saint-Germain-Laval et Montereau-Fault-Yonne - Gare desservie : Montereau | | | | | | | | |
| 3307  | Autre : - Zone traversée : 5 - Arrêts non accessibles aux UFR : — - Amplitudes horaires : La ligne fonctionne : - le lundi en période scolaire de 5 h 40 à 9 h 5 puis de 15 h 55 à 19 h 55 ; - le mardi, jeudi et vendredi en période scolaire de 5 h 40 à 8 h 35 puis de 15 h 55 à 19 h 55 ; - le mercredi en période scolaire de 5 h 40 à 19 h 55 ; - du lundi au vendredi en période de vacances scolaire de 5 h 40 à 8 h 15 puis de 17 h 25 à 19 h 55. - Particularités : - Les arrêts Rue de Provins et Croix Chute sont desservis à raison d'un aller-retour par jour ; - Les arrêts Pajol, Collège P. Éluard' et Lycée A. Malraux sont desservis en période scolaire aux heures d'entrée et de sortie des établissements ; - Les services directs entre Assomption et Montereau — Gare SNCF sont exploités par ProCars ; - Il existe des services entre Forges — Bourg et Montereau — Gare SNCF le matin vers Montereau et le soir dans le sens inverse. - Date de dernière mise à jour : 19 mars 2022.                                                                              | | | | | | | | |
| 3307  | Dernière actualisation : — | | | | | | | | |
| 3308  | Laval-en-Brie — La Morelle ⥋ Montereau — Gare SNCF | Laval-en-Brie — La Morelle ⥋ Montereau — Gare SNCF                                                          | Laval-en-Brie — La Morelle ⥋ Montereau — Gare SNCF                                                          | Laval-en-Brie — La Morelle ⥋ Montereau — Gare SNCF                                                          | Laval-en-Brie — La Morelle ⥋ Montereau — Gare SNCF                                                          | Laval-en-Brie — La Morelle ⥋ Montereau — Gare SNCF                                                          | Laval-en-Brie — La Morelle ⥋ Montereau — Gare SNCF                                                          | Laval-en-Brie — La Morelle ⥋ Montereau — Gare SNCF                                                          | Laval-en-Brie — La Morelle ⥋ Montereau — Gare SNCF                                                          |
| 3308  | Ouverture / Fermeture 2 janvier 2013 / — | Longueur 13,15 km                                                                                           | Durée 30-40 min                                                                                             | Nb. d’arrêts 17                                                                                             | Matériel Citaro Citaro Facelift Citaro C2                                                                   | Jours de fonctionnement L, Ma, Me, J, V                                                                     | Jour / Soir / Nuit / Fêtes O / N / N / N                                                                    | Voy. / an —                                                                                                 | Dépôt — |
| 3308  | Desserte : - Villes et lieux desservis : Laval-en-Brie, Saint-Germain-Laval et Montereau-Fault-Yonne - Gare desservie : Montereau | | | | | | | | |
| 3308  | Autre : - Zone traversée : 5 - Arrêts non accessibles aux UFR : — - Amplitudes horaires : La ligne fonctionne du lundi au vendredi de 5 h 30 à 7 h 30 puis de 16 h 50 à 19 h 55. - Particularités : Les arrêts entre Cols Mellot et Le Maulny 2 sont desservis à certaines heures. - Date de dernière mise à jour : 14 mai 2018. | | | | | | | | |
| 3308  | Dernière actualisation : — | | | | | | | | |

### Lignes 3310 à 3319
| Ligne | Caractéristiques | Caractéristiques | Caractéristiques | Caractéristiques | Caractéristiques | Caractéristiques | Caractéristiques | Caractéristiques | Caractéristiques |
| 3310  | Montereau — Gare SNCF ⥋ Barbey — Château de Barbey | Montereau — Gare SNCF ⥋ Barbey — Château de Barbey                                                                  | Montereau — Gare SNCF ⥋ Barbey — Château de Barbey                                                                  | Montereau — Gare SNCF ⥋ Barbey — Château de Barbey                                                                  | Montereau — Gare SNCF ⥋ Barbey — Château de Barbey                                                                  | Montereau — Gare SNCF ⥋ Barbey — Château de Barbey                                                                  | Montereau — Gare SNCF ⥋ Barbey — Château de Barbey                                                                  | Montereau — Gare SNCF ⥋ Barbey — Château de Barbey                                                                  | Montereau — Gare SNCF ⥋ Barbey — Château de Barbey                                                                  |
| ----- | --- | --- | --- | --- | --- | --- | --- | --- | --- |
| 3310  | Ouverture / Fermeture 3 janvier 2000 / — | Longueur 31,90 km                                                                                                   | Durée 25-50 min | Nb. d’arrêts 29 | Matériel GX 327 Citaro Citaro Facelift                                                                              | Jours de fonctionnement L, Ma, Me, J, V                                                                             | Jour / Soir / Nuit / Fêtes O / N / N / N                                                                            | Voy. / an — | Dépôt — |
| 3310  | Desserte : - Villes et lieux desservis : Montereau-Fault-Yonne, Varennes-sur-Seine, Esmans, Montmachoux, La Brosse-Montceaux, Misy-sur-Yonne et Barbey - Gare desservie : Montereau | | | | | | | | |
| 3310  | Autre : - Zone traversée : 5 - Arrêts non accessibles aux UFR : — - Amplitudes horaires : La ligne fonctionne : - le lundi, mardi, jeudi et vendredi en période scolaire de 5 h 55 à 8 h 20 puis de 17 h 15 à 19 h 55 ; - le mercredi en période scolaire de 5 h 55 à 13 h 25 puis de 17 h 15 à 19 h 55 ; - le lundi, mardi, jeudi et vendredi en période de vacances scolaire de 5 h 55 à 6 h 35 puis de 17 h 30 à 19 h 55 ; - le mercredi en période de vacances scolaire de 5 h 55 à 12 h 15 puis de 17 h 30 à 19 h 55. - Particularités : - Les arrêts entre Château de Barbey et Place des Érables sont desservis à raison d'un passage par jour vers Montereau — Gare SNCF ; - Les arrêts entre Église de Montereau et De Gaulle sont desservis le mercredi à raison d'un aller-retour par jour ; - Les arrêts entre Lycée Gustave-Eiffel et Lycée Flora-Tristan sont desservis en période scolaire aux heures d'entrée et de sortie des établissements ; - Date de dernière mise à jour : 14 mai 2018. | | | | | | | | |
| 3310  | Dernière actualisation : — | | | | | | | | |
| 3311  | ? ⥋ ? | ? ⥋ ? | ? ⥋ ? | ? ⥋ ? | ? ⥋ ? | ? ⥋ ? | ? ⥋ ? | ? ⥋ ? | ? ⥋ ? |
| 3311  | Ouverture / Fermeture — / — | Longueur — | Durée — | Nb. d’arrêts — | Matériel — | Jours de fonctionnement —                                                                                           | Jour / Soir / Nuit / Fêtes — / — / — / —                                                                            | Voy. / an — | Dépôt — |
| 3311  | Desserte : - Villes et lieux desservis : | | | | | | | | |
| 3311  | Autre : - Zone traversée : 5 - Arrêts non accessibles aux UFR : — - Amplitudes horaires : - Particularités : - Date de dernière mise à jour : 24 février 2021. | | | | | | | | |
| 3311  | Dernière actualisation : — | | | | | | | | |
| 3315  | Salins — Le Rôty ⥋ Montereau-Fault-Yonne — Gare SNCF | Salins — Le Rôty ⥋ Montereau-Fault-Yonne — Gare SNCF                                                                | Salins — Le Rôty ⥋ Montereau-Fault-Yonne — Gare SNCF                                                                | Salins — Le Rôty ⥋ Montereau-Fault-Yonne — Gare SNCF                                                                | Salins — Le Rôty ⥋ Montereau-Fault-Yonne — Gare SNCF                                                                | Salins — Le Rôty ⥋ Montereau-Fault-Yonne — Gare SNCF                                                                | Salins — Le Rôty ⥋ Montereau-Fault-Yonne — Gare SNCF                                                                | Salins — Le Rôty ⥋ Montereau-Fault-Yonne — Gare SNCF                                                                | Salins — Le Rôty ⥋ Montereau-Fault-Yonne — Gare SNCF                                                                |
| 3315  | Ouverture / Fermeture — / — | Longueur — | Durée 40 min | Nb. d’arrêts 12 | Matériel — | Jours de fonctionnement L, Ma, Me, J, V                                                                             | Jour / Soir / Nuit / Fêtes O / N / N / N                                                                            | Voy. / an — | Dépôt — |
| 3315  | Desserte : - Villes et lieux desservis : Salins, Montereau-Fault-Yonne et Varennes-sur-Seine - Gare desservie : Montereau | | | | | | | | |
| 3315  | Autre : - Zone traversée : 5 - Arrêts non accessibles aux UFR : — - Amplitudes horaires : La ligne fonctionne du lundi au vendredi à raison de trois aller-retours par jour. - Date de dernière mise à jour : 19 mars 2022. | | | | | | | | |
| 3315  | Dernière actualisation : — | | | | | | | | |
| 3319  | Égreville — Place Berne-Bellecourt ⥋ Montereau — Gare SNCF / Montereau-Fault-Yonne — Lepesme (le samedi uniquement) | Égreville — Place Berne-Bellecourt ⥋ Montereau — Gare SNCF / Montereau-Fault-Yonne — Lepesme (le samedi uniquement) | Égreville — Place Berne-Bellecourt ⥋ Montereau — Gare SNCF / Montereau-Fault-Yonne — Lepesme (le samedi uniquement) | Égreville — Place Berne-Bellecourt ⥋ Montereau — Gare SNCF / Montereau-Fault-Yonne — Lepesme (le samedi uniquement) | Égreville — Place Berne-Bellecourt ⥋ Montereau — Gare SNCF / Montereau-Fault-Yonne — Lepesme (le samedi uniquement) | Égreville — Place Berne-Bellecourt ⥋ Montereau — Gare SNCF / Montereau-Fault-Yonne — Lepesme (le samedi uniquement) | Égreville — Place Berne-Bellecourt ⥋ Montereau — Gare SNCF / Montereau-Fault-Yonne — Lepesme (le samedi uniquement) | Égreville — Place Berne-Bellecourt ⥋ Montereau — Gare SNCF / Montereau-Fault-Yonne — Lepesme (le samedi uniquement) | Égreville — Place Berne-Bellecourt ⥋ Montereau — Gare SNCF / Montereau-Fault-Yonne — Lepesme (le samedi uniquement) |
| 3319  | Ouverture / Fermeture — / — | Longueur 83,90 km                                                                                                   | Durée 40-60 min | Nb. d’arrêts 32 | Matériel — | Jours de fonctionnement L, Ma, Me, J, V, S                                                                          | Jour / Soir / Nuit / Fêtes O / N / N / N                                                                            | Voy. / an — | Dépôt — |
| 3319  | Desserte : - Villes et lieux desservis : Égreville, Villebéon, Vaux-sur-Lunain, Lorrez-le-Bocage-Préaux, Chevry-en-Sereine, Blennes, Diant, Voulx, Thoury-Férottes, Saint-Ange-le-Viel, Villemaréchal, Dormelles, Flagy, Noisy-Rudignon, Varennes-sur-Seine, Montereau-Fault-Yonne, Ville-Saint-Jacques - Gare desservie : Montereau | | | | | | | | |
| 3319  | Autre : - Zone traversée : 5 - Arrêts non accessibles aux UFR : — - Amplitudes horaires : La ligne fonctionne : - le lundi, mardi, jeudi et vendredi en période scolaire de 5 h 30 à 10 h puis de 18 h 25 à 19 h 25 ; - le mercredi en période scolaire de 5 h 30 à 19 h 25 ; - le samedi en période scolaire de 6 h 55 à 14 h 50 ; - en période de vacances scolaires du lundi au vendredi de 5 h 30 à 10 h puis de 18 h 30 à 19 h 25 et le samedi de 8 h 30 à 12 h 30. - Particularités : - L'arrêt Ville-Saint-Jacques est desservi uniquement le samedi ; - L'arrêt Lycée Gustave-Eiffel est desservi du lundi au vendredi en période scolaire aux heures d'entrée et de sortie de l'établissement ; - Il existe des services entre Villeflambeau et Montereau — Gare SNCF qui sont effectués du lundi au vendredi en période scolaire. - Date de dernière mise à jour : 12 août 2015. | | | | | | | | |
| 3319  | Dernière actualisation : — | | | | | | | | |

### Ligne Express 46
| Ligne | Caractéristiques | Caractéristiques                                                | Caractéristiques                                                | Caractéristiques                                                | Caractéristiques                                                | Caractéristiques                                                | Caractéristiques                                                | Caractéristiques                                                | Caractéristiques                                                |
| 46    | Melun - Place de l'Ermitage - Gare SNCF ⥋ Montereau - Gare SNCF | Melun - Place de l'Ermitage - Gare SNCF ⥋ Montereau - Gare SNCF | Melun - Place de l'Ermitage - Gare SNCF ⥋ Montereau - Gare SNCF | Melun - Place de l'Ermitage - Gare SNCF ⥋ Montereau - Gare SNCF | Melun - Place de l'Ermitage - Gare SNCF ⥋ Montereau - Gare SNCF | Melun - Place de l'Ermitage - Gare SNCF ⥋ Montereau - Gare SNCF | Melun - Place de l'Ermitage - Gare SNCF ⥋ Montereau - Gare SNCF | Melun - Place de l'Ermitage - Gare SNCF ⥋ Montereau - Gare SNCF | Melun - Place de l'Ermitage - Gare SNCF ⥋ Montereau - Gare SNCF |
| ----- | --- | --------------------------------------------------------------- | --------------------------------------------------------------- | --------------------------------------------------------------- | --------------------------------------------------------------- | --------------------------------------------------------------- | --------------------------------------------------------------- | --------------------------------------------------------------- | --------------------------------------------------------------- |
| 46    | Ouverture / Fermeture — / — | Longueur —                                                      | Durée 55-70 min                                                 | Nb. d’arrêts 14                                                 | Matériel —                                                      | Jours de fonctionnement L, Ma, Me, J, V, S, D                   | Jour / Soir / Nuit / Fêtes O / N / N / O                        | Voy. / an —                                                     | Exploitant Francillité Pays de Montereau                        |
| 46    | Desserte : - Villes et lieux desservis : Melun, Vaux-le-Pénil, Sivry-Courtry, Le Châtelet-en-Brie, Pamfou, Valence-en-Brie, Montereau-Fault-Yonne. - Gares desservies : Melun, Montereau.                                                                                               |                                                                 |                                                                 |                                                                 |                                                                 |                                                                 |                                                                 |                                                                 |                                                                 |
| 46    | Autre : - Zone traversée : 5. - Arrêts non accessibles aux UFR : — - Amplitudes horaires : La ligne fonctionne du lundi au vendredi de 4 h 55 à 22 h 20, le samedi de 6 h 5 à 21 h 50 et les dimanches et fêtes de 6 h 35 à 19 h 55. - Date de dernière mise à jour : 25 novembre 2015. |                                                                 |                                                                 |                                                                 |                                                                 |                                                                 |                                                                 |                                                                 |                                                                 |
| 46    | Dernière actualisation : — |                                                                 |                                                                 |                                                                 |                                                                 |                                                                 |                                                                 |                                                                 |                                                                 |

### Lignes de soirée
| Ligne | Caractéristiques | Caractéristiques                                            | Caractéristiques                                            | Caractéristiques                                            | Caractéristiques                                            | Caractéristiques                                            | Caractéristiques                                            | Caractéristiques                                            | Caractéristiques                                            |
| Soir  | Soirée Montereau Nord | Soirée Montereau Nord                                       | Soirée Montereau Nord                                       | Soirée Montereau Nord                                       | Soirée Montereau Nord                                       | Soirée Montereau Nord                                       | Soirée Montereau Nord                                       | Soirée Montereau Nord                                       | Soirée Montereau Nord                                       |
| Soir  | Gare de Montereau ⥋ Desserte du nord de Montereau en soirée | Gare de Montereau ⥋ Desserte du nord de Montereau en soirée | Gare de Montereau ⥋ Desserte du nord de Montereau en soirée | Gare de Montereau ⥋ Desserte du nord de Montereau en soirée | Gare de Montereau ⥋ Desserte du nord de Montereau en soirée | Gare de Montereau ⥋ Desserte du nord de Montereau en soirée | Gare de Montereau ⥋ Desserte du nord de Montereau en soirée | Gare de Montereau ⥋ Desserte du nord de Montereau en soirée | Gare de Montereau ⥋ Desserte du nord de Montereau en soirée |
| ----- | --- | ----------------------------------------------------------- | ----------------------------------------------------------- | ----------------------------------------------------------- | ----------------------------------------------------------- | ----------------------------------------------------------- | ----------------------------------------------------------- | ----------------------------------------------------------- | ----------------------------------------------------------- |
| Soir  | Ouverture / Fermeture 4 septembre 2023 / — | Longueur —                                                  | Durée —                                                     | Nb. d’arrêts —                                              | Matériel —                                                  | Jours de fonctionnement L, Ma, Me, J, V, S, D               | Jour / Soir / Nuit / Fêtes N / O / N / O                    | Voy. / an —                                                 | Dépôt —                                                     |
| Soir  | Desserte : - Ville et lieux desservis : Montereau-Fault-Yonne - Gare desservie : Montereau |                                                             |                                                             |                                                             |                                                             |                                                             |                                                             |                                                             |                                                             |
| Soir  | Autre : - Zones traversées : 5 - Arrêts non accessibles aux UFR : — - Amplitudes horaires : La ligne fonctionne tous les soirs à raisons de deux départs simultanés à 22 h 55. - Substitution nocturne : Ce service remplace les lignes de journée et dépose les voyageurs aux arrêts demandés, sans itinéraire fixe. - Date de dernière mise à jour : 10 août 2023.       |                                                             |                                                             |                                                             |                                                             |                                                             |                                                             |                                                             |                                                             |
| Soir  | Dernière actualisation : — |                                                             |                                                             |                                                             |                                                             |                                                             |                                                             |                                                             |                                                             |
| Soir  | Soirée Montereau Sud | Soirée Montereau Sud                                        | Soirée Montereau Sud                                        | Soirée Montereau Sud                                        | Soirée Montereau Sud                                        | Soirée Montereau Sud                                        | Soirée Montereau Sud                                        | Soirée Montereau Sud                                        | Soirée Montereau Sud                                        |
| Soir  | Gare de Montereau ⥋ Desserte du sud de Montereau en soirée |                                                             |                                                             |                                                             |                                                             |                                                             |                                                             |                                                             |                                                             |
| Soir  | Ouverture / Fermeture 4 septembre 2023 / — | Longueur —                                                  | Durée —                                                     | Nb. d’arrêts —                                              | Matériel —                                                  | Jours de fonctionnement L, Ma, Me, J, V, S, D               | Jour / Soir / Nuit / Fêtes N / O / N / O                    | Voy. / an —                                                 | Dépôt —                                                     |
| Soir  | Desserte : - Ville et lieux desservis : Montereau-Fault-Yonne - Gare desservie : Montereau |                                                             |                                                             |                                                             |                                                             |                                                             |                                                             |                                                             |                                                             |
| Soir  | Autre : - Zones traversées : 5 - Arrêts non accessibles aux UFR : — - Amplitudes horaires : La ligne fonctionne tous les soirs à raisons de quatre départs entre 20 h 55 et 23 h 55. - Substitution nocturne : Ce service remplace les lignes de journée et dépose les voyageurs aux arrêts demandés, sans itinéraire fixe. - Date de dernière mise à jour : 10 août 2023. |                                                             |                                                             |                                                             |                                                             |                                                             |                                                             |                                                             |                                                             |
| Soir  | Dernière actualisation : — |                                                             |                                                             |                                                             |                                                             |                                                             |                                                             |                                                             |                                                             |

### Transport à la demande
Le réseau de bus est complété par un service de transport à la demande, le « TàD Siyonne ».

## Gestion et exploitation
Les réseaux de transports en commun franciliens sont organisés par Île-de-France Mobilités. L'exploitation du réseau de bus Pays de Montereau revient à Francilité Pays de Montereau depuis le 1er août 2023.

### Parc de véhicules

#### Dépôts
Les dépôts ont pour mission de remiser les différents véhicules, mais également d'assurer leur entretien préventif et curatif. L'entretien curatif ou correctif a lieu quand une panne ou un dysfonctionnement est signalé par un machiniste.
Le nouvel exploitant récupère le Centre Opérationnel Bus (COB) de Montereau-Fault-Yonne.

#### Détails du parc
Le réseau de bus Pays de Montereau est constitué d'un parc de véhicules de minibus, midibus, autobus standards, autobus articulés et autocars interurbains:

#### Minibus
| Constructeur | Modèle     | Nombre | Numéros de parc | Période de mise en service        | Affectations           | Observations                                 |
| ------------ | ---------- | ------ | --------------- | --------------------------------- | ---------------------- | -------------------------------------------- |
| Peugeot      | Expert III | 4      | 239001-239004   | Entre Septembre 2018 et Mars 2021 | Transport à la Demande | Ex-Transdev Interval depuis le 1er août 2023 |
| Renault      | Trafic III | 1      | 23068           | Depuis Juin 2022                  | Transport à la Demande | -                                            |

#### Midibus
| Constructeur | Modèle | Nombre | Numéros de parc | Période de mise en service      | Affectations | Observations                                 |
| ------------ | ------ | ------ | --------------- | ------------------------------- | ------------ | -------------------------------------------- |
| Heuliez Bus  | GX 127 | 2      | 233001-233002   | Entre Décembre 2010 et Mai 2013 | 3302         | Ex-Transdev Interval depuis le 1er août 2023 |

#### Autobus standards
| Constructeur  | Modèle          | Nombre | Numéros de parc               | Période de mise en service           | Affectations                            | Observations |
| ------------- | --------------- | ------ | ----------------------------- | ------------------------------------ | --------------------------------------- | --- |
| Iveco Bus     | Urbanway 12 GNV | 5      | 221047-221049 ; 241113-241114 | Entre Juin 2022 et Février 2024      | 3301 3302 3303 3304 3307 3308 3310 3311 | 221047-221049 : Ex-Transdev Interval depuis le 1er août 2023                                                                      |
| Mercedes-Benz | Citaro C2       | 8      | 231056-231063                 | Entre Septembre 2014 et Juillet 2018 | 3301 3302 3303 3304 3307 3308 3310 3311 | Ex-Transdev Interval depuis le 1er août 2023                                                                                      |
| Mercedes-Benz | Citaro Facelift | 4      | 211180-211181 ; 231054-231055 | Entre Juillet 2009 et Septembre 2013 | 3301 3302 3303 3304 3307 3308 3310 3311 | 231054-231055 : Ex-Transdev Interval depuis le 1er août 2023 211180-211181 : Ex-Transdev Vaux-le-Pénil depuis le 1er février 2025 |

#### Autobus articulés
| Constructeur  | Modèle          | Nombre | Numéros de parc | Période de mise en service         | Affectations | Observations                                 |
| ------------- | --------------- | ------ | --------------- | ---------------------------------- | ------------ | -------------------------------------------- |
| Iveco Bus     | Urbanway 18 GNV | 1      | 242048          | Depuis Octobre 2024                | 3301         | -                                            |
| Mercedes-Benz | Citaro G C2     | 2      | 232002-232003   | Entre Février 2018 et Juillet 2018 | 3301         | Ex-Transdev Interval depuis le 1er août 2023 |

#### Autocars interurbains
| Constructeur  | Modèle              | Nombre | Numéros de parc                        | Période de mise en service           | Affectations | Observations |
| ------------- | ------------------- | ------ | -------------------------------------- | ------------------------------------ | ------------ | --- |
| Irisbus       | Crossway            | 4      | 237109-237111 ; 237113                 | Entre Décembre 2012 et Décembre 2013 | 46           | Ex-Transdev Vulaines depuis le 1er août 2023 |
| Irisbus       | Récréo II           | 2      | 237106-237107                          | Depuis Décembre 2010                 | 46           | Ex-Transdev Interval depuis le 1er juillet 2024 |
| Iveco Bus     | Crossway High Value | 10     | 237115-237117 ; 237122-237127 ; 237129 | Entre Août 2014 et Juin 2020         | 46           | 237115-237117, 237122, 237125-237127 et 237129 : Ex-Transdev Vulaines depuis le 1er août 2023 237123-237124 : Ex-Transdev Interval depuis le 1er août 2023 |
| Iveco Bus     | Crossway Line       | 2      | 237121 ; 237128                        | Entre Juillet 2016 et Décembre 2018  | 46           | Ex-ProCars depuis le 1er août 2023 |
| Iveco Bus     | Crossway Line NP    | 4      | 227024-227027                          | Depuis Août 2022                     | 46           | Ex-Transdev Interval depuis le 1er août 2023 |
| Mercedes-Benz | Intouro II E        | 2      | 237108 ; 237112                        | Entre Août 2012 et Août 2013         | 3315 3319    | Ex-Transdev Lieusaint depuis le 1er août 2023 |
| Mercedes-Benz | Intouro II M        | 4      | 237114 ; 237118-237120                 | Entre Juillet 2014 et Juin 2016      | 3315 3319    | Ex-Transdev Interval depuis le 1er août 2023 |
| Mercedes-Benz | Intouro II ME       | 1      | 237105                                 | Depuis Juin 2008                     | 3315 3319    | Ex-Transdev Nemours depuis le 1er août 2023 |

### Tarification et fonctionnement

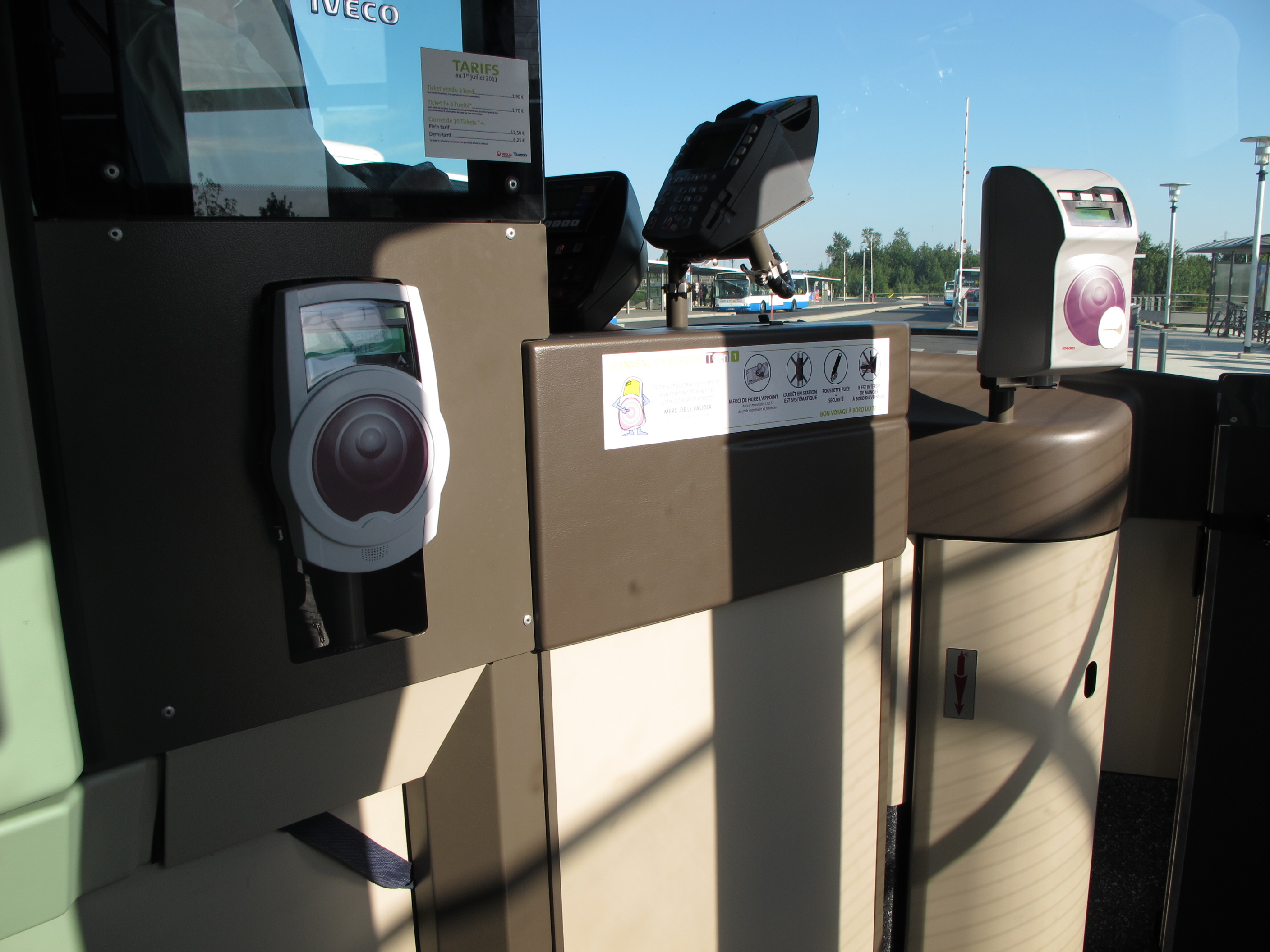
Validateurs pour passes Navigo (à gauche) et pour tickets carton (à droite) présents dans les bus et tramway.

La tarification des lignes d'autobus d'Île-de-France est unifiée et accessible avec les mêmes abonnements. Un ticket « bus-tram », qui remplace le ticket t+ au 1er janvier 2025, permet un trajet simple quelle que soit la distance, avec une ou plusieurs correspondances possibles avec les autres lignes de bus et de tramway pendant une durée maximale de 1 h 30 entre la première et dernière validation. En revanche, un ticket validé dans un bus ne permet pas d'emprunter le métro, ni le Transilien et le RER. Les lignes Orlybus et Roissybus, assurant de façon directe les dessertes aéroportuaires via autoroute, disposent d'une tarification spécifique mais sont accessibles avec les abonnements habituels.
Les tarifs des billets et abonnements dont le montant est limité par décision politique ne couvrent pas les frais réels de transport. Le manque à gagner est compensé par l'autorité organisatrice, Île-de-France Mobilités, présidée depuis 2005 par le président du conseil régional d'Île-de-France et composé d'élus locaux. Elle définit les conditions générales d'exploitation ainsi que la durée et la fréquence des services. L'équilibre financier du fonctionnement est assuré par une dotation globale annuelle aux transporteurs de la région grâce au versement mobilité payé par les entreprises et aux contributions des collectivités publiques.